# Saint-Vincent-du-Lorouër
Saint-Vincent-du-Lorouër é uma comuna francesa na região administrativa do País do Loire, no departamento de Sarthe. Estende-se por uma área de 27 km². Em 2010 a comuna tinha 864 habitantes (densidade: 32 hab./km²).